# Denis Velić
Denis Velić, född 7 oktober 1982 i Jugoslavien, är en svensk före detta fotbollsspelare och senare tränare. Han är sedan 2023 huvudtränare för Kosta IF.

## Karriär
Denis flyttades redan som 18-åring upp i Östers IF:s A-lag och spelade en viktig roll i klubbens avancemang från Superettan till Allsvenskan 2002. Han förblev ordinarie i startelvan men hamnade under 2006 i en konflikt med dåvarande Östertränaren Lars Jacobsson  och lämnade föreningen för spel i division 3 och IFK Hässleholm. 
Velić återvände till elitfotbollen i Syrianska FC och var med när föreningen för första gången gick upp i Allsvenskan. Sejouren i klubben slutade dock där för honom då han av personliga skäl återvände till Växjö och Öster inför säsongen 2011. I Öster axlade han ett stort ansvar och fick under en period vara lagkapten. Efter säsongen 2016 avslutade Velić sin professionella spelarkarriär och blev assisterande tränare i Östers IF.
I juli 2019 tog Velić över som huvudtränare i Östers IF efter att Christian Järdler blivit avskedad. I november 2021 meddelade han att han efter säsongen skulle avsluta sin anställning som huvudtränare i Östers IF.
I november 2022 presenterades Velić som ny huvudtränare i Division 6-klubben Kosta IF som skulle påbörja en satsning mot högre nivåer.